# Pîsarivka, Novi Sanjarî
Pîsarivka (în ucraineană Писарівка) este o comună în raionul Novi Sanjarî, regiunea Poltava, Ucraina, formată numai din satul de reședință.

## Demografie
Componența lingvistică a comunei Pîsarivka
     Ucraineană (94,39%)
     Rusă (4,77%)
     Alte limbi (0,42%)
Conform recensământului din 2001, majoritatea populației comunei Pîsarivka era vorbitoare de ucraineană (94,39%), existând în minoritate și vorbitori de rusă (4,77%).